# 天福茗茶

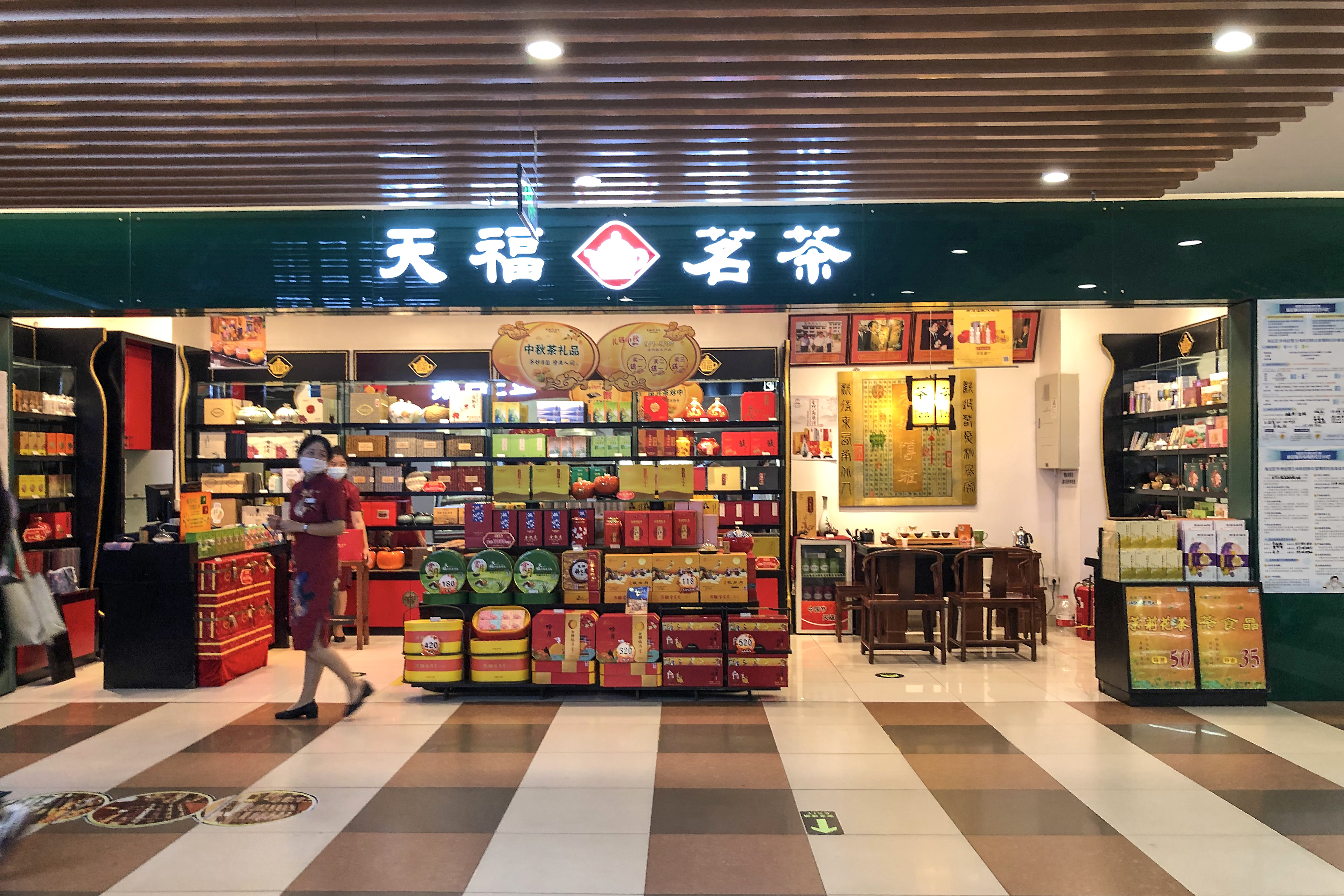
天福茗茶（北京华联商厦肖家河店）

天福（開曼）控股有限公司，簡稱天福茗茶及天福開曼（英語：Tenfu (Cayman) Holdings Company Limited，港交所：6868），是一家在中國從事銷售及製造茶葉的企業。

## 历史
1993年，天仁茶業於中國大陸創立「天福集團」，以「天福茗茶」為在中國大陸的商標。
2010年11月，天福茗茶在香港進行公開招股，招股價範圍在4.8至6.8港元，發售2.0862億股新股，最多集資金額為14億港元，引入私募基金美國泛大西洋投資作為基礎投資者，認購公開發售部分35%的股份。天福茗茶最終招股價訂在6港元，每手股數1000股，並在9月26日於香港交易所上市。

## 據點
- 總部：天福茶莊，位於福建省漳浦縣盤陀鎮。[2]

## 外部連結
- tenfu.com（页面存档备份，存于）